# VH1 Divas Live 98
VH1 Divas Live 98 – pierwszy album koncertowy z serii VH1 Divas. Śpiewają na nim: Mariah Carey, Celine Dion, Aretha Franklin, Gloria Estefan, Shania Twain i Carole King.

## Lista utworów w show
- Mariah Carey – "My All"
- Mariah Carey – "Make It Happen"
- Gloria Estefan – "Turn The Beat Around"
- Gloria Estefan – "Heaven's What I Feel"
- Gloria Estefan – "Megamix"
- Shania Twain – "Man! I Feel Like a Woman!"
- Shania Twain – "You're Still the One"
- Aretha Franklin – "A Rose Is Still A Rose" – Not released on CD or DVD
- Aretha Franklin & Mariah Carey – "Chain of Fools"
- Aretha Franklin – "Here We Go Again" – Not released on CD or DVD
- Celine Dion – "River Deep, Mountain High"
- Celine Dion & Carole King – "The Reason"
- Celine Dion – "My Heart Will Go On"
- Celine Dion, Gloria Estefan, Shania Twain & Carole King – "You've Got a Friend"
- The Divas – "(You Make Me Feel Like) A Natural Woman"
- The Divas – "Testimony"

## Lista utworów na CD
1. "My All" – 05:45
2. "Make It Happen" – 05:29
3. "Turn The Beat Around" – 05:07
4. "Heaven's What I Feel" – 04:54
5. "Dr. Beat"/"Conga"/"Rhythm Is Gonna Get You"/"1-2-3"/"Get on Your Feet" – 03:32
6. "Man! I Feel Like a Woman" – 03:55
7. "You're Still the One" – 03:33
8. "Chain of Fools" – 04:24
9. "River Deep, Mountain High" – 05:12
10. "The Reason" – 05:59
11. "My Heart Will Go On" – 04:41
12. "You've Got a Friend" – 05:29
13. "(You Make Me Feel Like) A Natural Woman" – 05:15
14. "Testimony" – 09:47